# Uleia clusiae
Uleia clusiae är en tvåvingeart som beskrevs av Ewald Rübsaamen 1905. Uleia clusiae ingår i släktet Uleia och familjen gallmyggor. Inga underarter finns listade i Catalogue of Life.